# Lamina (proteina)
La lamìna è una proteina fibrosa (60-80.000 Da) le cui molecole si uniscono fra loro formando filamenti (sono dei filamenti intermedi).

## Struttura
Dapprima due lamìne associano i loro tratti ad alfa-elica producendo una struttura denominata coiled coil (avvolgimento avvolto), poi questi dimeri si associano a numerosi altri sia in direzione testa-coda che lateralmente. In questo modo si forma quella struttura di sostegno continua che è il citoscheletro del nucleo, o meglio nucleoscheletro, che viene denominata lamina nucleare. Oltre alla funzione di sostegno, le lamìne forniscono siti di ancoraggio per la cromatina e si pensa possano avere anche funzione di regolazione sulla sua attività (le zone adese sono, difatti, inattive, ovvero compongono l'eterocromatina).

## Tipologia
Nelle cellule dei metazoi esistono due tipi di lamìna, A e B, che differiscono per lunghezza e punto isoelettrico.
Nella maggior parte delle cellule umane (e degli altri mammiferi) si riscontrano quattro lamìne diverse:
- delle lamìne di tipo B fanno parte la B1 e la B2, espresse dal gene LMNB1 e LMNB2, rispettivamente nei loci 5q23 e 19q13;
- nelle lamìne di tipo A, invece, sono comprese la A e la C, derivanti dallo splicing differenziale del gene LMNA, nel locus 1q21 (un'alterazione particolare di questa proteina causa una patologia rarissima e gravissima, la Sindrome di Hutchinson-Gilford, detta anche "progeria", caratterizzata da un processo di invecchiamento accelerato).

Durante la mitosi, le lamìne vengono depolimerizzate attraverso fosforilazione. Tale processo è catalizzato dalla Cdc2 (protein chinasi ciclina-dipendente) che fosforila tutti i tipi di lamìna. Dopo la depolimerizzazione le lamìne A e C vengono liberate nel citoplasma, come dimeri; mentre le lamìne B rimangono attaccate alle vescicole che si sono formate per disgregazione del nucleolemma. Dunque il processo di depolimerizzazione è necessario affinché il nucleo possa dissolversi e permettere il proseguimento della mitosi.

## Laminopatie
Le mutazioni del gene LMNA generano Le laminopatie tra cui la progeria e un più frequente dilatazione del cuore e perdita di forza della contrazione che causa un'alterazione del sistema di conduzione elettrico fino a raggiungere ad un aritmia cardiaca severa.